# 알파로쌀쥐
알파로쌀쥐(Handleyomys alfaroi)는 비단털쥐과에 속하는 설치류의 일종이다. 벨리즈와 콜롬비아, 코스타리카, 에콰도르, 엘살바도르, 과테말라, 온두라스, 멕시코, 니카라과, 파나마에서 발견된다. 이전에는 학명 Oryzomys alfaroi로 쌀쥐속에 포함되었다. 자연 서식지는 아열대 또는 열대 기후 지역의 저지대 또는 산지 건조림이고, 해수면부터 해발 2500m 사이 지역에서 서식한다.